# Тодд Московіц
Тодд Московіц (англ. Todd Moscowitz) — керівник музичної компанії. Є засновником і генеральним директором Alamo Records і менеджером Gucci Mane. Раніше Москвіц був співзасновником 300 Entertainment, був співпрезидентом і генеральним директором Warner Bros. Records і працював у Def Jam.

## Кар'єра
Навчаючись на юридичному факультеті, Москвіц працював у Rush Communications. Після закінчення Нью-Йоркського університету Москвіц рік працював юристом у відділі злиттів і поглинань міжнародної юридичної фірми Skadden, Arps, Slate, Meagher & Flom, перш ніж Ліор Коен попросив його знову приєднатися до компанії як голова Rush Communications. холдингова компанія для всіх розважальних активів Коена та партнера Рассела Сіммонса.
Московіц став президентом Def Jam Music Publishing, президентом Def Jam Interactive Gaming і членом ради директорів Phat Farm Inc. Рік по тому став старшим віце-президентом з комерційних питань Def Jam Recordings
. Невдовзі після цього його підвищили до посади генерального менеджера Def Jam Records. У 2000 році після контролю за продажем Def Jam Records Universal Music Group і подальшим злиттям штатів, Московіц пішов, щоб повернутися до своїх старих друзів Лайті (Кріс Лайті) і Скотта (Мона Скотт-Янг) у Violator. У 2004 році він став президентом Asylum Records. Пізніше Московіц обіймав посаду співпрезидента та генерального директора Warner Bros. Records з 14 вересня 2010 року по січень 2013 року.